# Joseba Ezkurdia
Joseba Ezkurdia Galarraga, nacido en Arbizu (Navarra) el 22 de abril de 1991, es un pelotari navarro de pelota vasca en la modalidad de mano, juega en la posición de delantero.

## Palmarés
- Campeón del Cuatro y Medio, 2018, 2019, 2022
- Campeón del Campeonato de Parejas, 2018, 2020, 2025

## Final del Campeonato Manomanista
| Año  | Campeón | Subcampeón | Tanteo | Frontón       |
| ---- | ------- | ---------- | ------ | ------------- |
| 2022 | Laso    | Ezkurdia   | 22-7   | Navarra Arena |

## Finales del Campeonato del Cuatro y Medio
| Año  | Campeón  | Subcampeón | Tanteo | Frontón       |
| ---- | -------- | ---------- | ------ | ------------- |
| 2018 | Ezkurdia | Altuna III | 22-17  | Navarra Arena |
| 2019 | Ezkurdia | Altuna III | 22-16  | Navarra Arena |
| 2022 | Ezkurdia | Altuna III | 22-21  | Bizkaia       |

## Finales del Campeonato de Parejas
| Año  | Campeones           | Subcampeones                | Tanteo | Frontón       |
| ---- | ------------------- | --------------------------- | ------ | ------------- |
| 2018 | Ezkurdia - Zabaleta | Elezkano II - Rezusta       | 22-9   | Bizkaia       |
| 2020 | Ezkurdia - Martija  | Olaizola II - Urrutikoetxea | 22-13  | Bizkaia       |
| 2025 | Ezkurdia - Rezusta  | Artola - Mariezkurrena II   | 22-20  | Navarra Arena |

## Final del Manomanista de 2.ª categoría
| Año  | Campeón   | Subcampeón | Tanteo | Frontón |
| ---- | --------- | ---------- | ------ | ------- |
| 2012 | Jaunarena | Ezkurdia   | 22-16  | Labrit  |